# Walid Aouni
Walid Aouni, né en 1951 à Tripoli, au Liban, est un plasticien, danseur, chorégraphe et acteur.

## Biographie
Walid Aouni se forme en arts graphiques et visuels à l'Académie royale des beaux-arts de Bruxelles.
En 1983, sa rencontre avec Maurice Béjart, pour lequel il travaille pendant neuf ans comme scénographe, détermine son parcours. En 1990, avec Maurice Béjart, il se rend pour la première fois en Égypte.
Yves Gonzalez-Quijano écrit à son sujet : « Le Caire est peut-être le lieu de naissance de la danse arabe contemporaine, avec la création en 1993 de l’Egyptian Modern Dance Theatre Company (فرقة الرقص المسرحي الحديث المصرية) confiée à Walid Aouni. Travaillant avec Maurice Béjart entre 1983 et 1990, ce chorégraphe libanais continue de monter, depuis cette date, des spectacles inspirés de thématiques politiques (la vie de la résistante algérienne Djamila Bouhired ou encore la guerre du Liban).
Premier chorégraphe « institutionnel » arabe, Walid Aouni a dû bien évidemment lutter pour faire accepter cet art du corps (souvent féminin) qu’est la danse dans cette Égypte où certains sont capables de réclamer l’interdiction des très licencieuses Mille et Une Nuits (!) ».
Walid Aouni a réalisé des films, installations, et publié plusieurs ouvrages.
Outre Maurice Béjart, il a travaillé avec de nombreux artistes : Youssef Chahine, Jocelyne Saab, Jacques Lassalle, Alberto Corno, Inas El Deghedy, Wahid Hamed, Joe Malconian, Jean-Michel Jarre.

## Danseur, chorégraphe, metteur en scène
- 1983-1990 : Walid Aouni travaille comme costumier et scénographe pour Maurice Béjart. Parmi les spectacles auxquels il a contribué, citons Messe pour un temps futur (1983), Piaf (1988[2])
- 1986-1994 : il met en scène 4 pièces de théâtre de l'écrivain belge Philippe Panier au Théâtre-Poème à Bruxelles, dont Sophocle, la nuit[3]
- 1991 : il met en scène au théâtre-Poème (Bruxelles) "Thorax", d'après un texte de Philippe Panier publié aux éditions Jacques Antoine, Bruxelles, 1988[4].
- 1992 : il crée Zankat El Namous, spectacle pour le Ballet national de Tunisie
- 1993-2010 : avec sa troupe The Egyptian Modern Dance Company, il met plus de 25 spectacles en scène à l'Opéra du Caire[5]
- 1995 : il met en scène le spectacle d'ouverture de la restauration du Sphinx de Gizeh.
- 2002-2011 : il met en scène le spectacle d'ouverture du Cairo International Film Festival[6]
- 2002 : il met en scène le spectacle d'ouverture de la Bibliotheca Alexandrina[7]
- 2006 : il met en scène le spectacle d'ouverture de la Coupe d'Afrique des Nations qui se déroule en Égypte
- 2007 : il met en scène le spectacle d'ouverture des Jeux panarabes de 2007 dans le stade du Caire, avec notamment 4000 soldats[8]
- 2011 : il crée The Women of Kassem Amin et Le Port de l’Orient au Festival Oriente Occidente en Italie[9]
- 2014 : il crée une version originale néoclassique de l'œuvre de Stravinsky L'Oiseau de feu, avec le ballet de l'Opéra du Caire[10]
- 2015 : il crée un grand spectacle pour l'opéra royal d'Oman, Ibn Batoutta, avec le Sofia City Ballet et l'orchestre de Milan. Spectacle présenté également à l'Exposition universelle de Milan[11]

## Dessinateur, plasticien
- 1975 : Walid Aouni présente de nombreuses expositions, monographiques ou collectives, en Belgique, Égypte, Tchécoslovaquie et au Liban.
- 1987 : à partir de 1987, il dessine des costumes pour cinq spectacles de Maurice Béjart : L'Histoire du soldat, Messe pour le temps futur, Paris Tokyo, Huraguku, Piaf.
- 1989 : il expose ses dessins et gravures sur Le Prophète de Khalil Gibran à la galerie Makarem (Beyrouth), et 32 dessins sur Pina Bausch à l'Institut Goethe du Caire.
- 1992 : exposition de dessins et gravures à la Galerie des Arts (Beyrouth).
- 1999 : présentation des décors et costumes pour le spectacle Les éléphants se cachent pour mourir à la Prague Quadriennal of Performance Design and Space.
- 2003 : 40 pastels, Centre Al-Guézira des Arts, Zamalek, Le Caire.
- 2006 : présentation des dessins originaux des costumes de la compagnie Egyptian Modern Dance Theatre à l'Opéra du Caire.
- 2008 : triptyque au Musée d'art moderne du Caire.
- 2012 : peintures à l'huile, Gabal (Beyrouth).
- 2013 : scénographie de spectacles sur Mahmoud Mukhtar et Kassem Amine, La Libération de la femme, Prague Quadriennal of Performance Design and Space.
- 2015 : exposition Peintures, pastels, collages à l'Ibdaa Art Gallery.

## Directeur de troupes et institutions
- 1980 : Walid Aouni fonde la troupe Tanit Danse Théâtre à Bruxelles.
- 1988 : la troupe participe à l’inauguration du théâtre de l'Institut du monde arabe à Paris, avec le spectacle Abdel Wahab Al Bayati et les Sept portails du monde.
- 1993 : il crée The Egyptian Dance Theatre Company, la première troupe de danse-théâtre moderne au sein de l'Opéra du Caire[12].
- 1998-2011 : il préside le Festival international de danse-théâtre, organisé par le Ministère de la culture et l’Opéra du Caire avec leurs partenaires européens.
- 1999 : il fonde le premier Festival de danse moderne en Égypte.
- 2001-2011 : il dirige la première école de danse contemporaine en Égypte, créée par le Ministère de la Culture égyptien[13].
- 2001 : il assure la création de la chorégraphie de l’opéra Aida de Verdi pour les Arènes de Genève puis, en 2003, la création de la chorégraphie du spectacle de danse Clara Schumann pour l’opéra du Caire.
- 2009 : il devient directeur artistique de la troupe traditionnelle Forsan El Shark.

## Chorégraphe pour le cinéma, réalisateur, acteur
- 1987 : Walid Aouni chorégraphie Le Destin de Youssef Chahine[14]
- 1994 : il joue dans L'Émigré (Al-Mohager) de Youssef Chahine[15].
- 2005 : il réalise l'installation vidéo Le Fou vert au Musée national d'art moderne égyptien.
- 2005 : il chorégraphie Dunia de Jocelyne Saab et y joue le personnage du metteur en scène[16]
- 2006 : il réalise l'installation vidéo The Wall pour la 10e Biennale internationale du Caire. Il reçoit le 1er prix Golden Hathour[17].
- 2008 : il réalise The Story of the Virgin Butterfly, film en noir et blanc. Le film est montré aux festivals de Biarritz, Shanghai, Beyrouth, et du Caire[18].
- 2013 : il est le protagoniste du court métrage Café du genre I : table du Fou vert de Jocelyne Saab, installation pour le MuCEM, Marseille (exposition Le Bazar du genre[19]).

## Curateur
- 2017 : Walid Aouni est nommé commissaire artistique pour le musée de la Maison Béjart à Bruxelles.

## Prix
- 1991 : Walid Aouni reçoit le Bouclier des Forces armées (Égypte).
- 1992 : médaille de l'ordre national du Cèdre (Liban).
- 1992 : prix de la scénographie au Festival international du théâtre expérimental du Caire (Égypte). Walid Aouni reçoit ce prix également en 1995 et en 2002.
- 2002 : chevalier de l'ordre des Arts et des Lettres (France).